# La mujer que escapó
La mujer que escapó (en coreano, |도망친 여자|) es una película surcoreana del director Hong Sang-soo de 2020. Fue seleccionada para competir por el Oso de Oro en la 70.ª edición del Festival Internacional de Cine de Berlín. En esta edición del festival alemán, Hong Sang-soo ganó el Oso de Plata al Mejor Director.

## Sinopsis
Cuando su marido se va de viaje de negocios, Gamhee se va de casa para encontrarse con antiguas amigas en los suburbios de Seúl. Es la primera vez en cinco años viaja sola.
Gamhees visita a su vieja amiga Young-soon, recientemente divorciada. Le gusta el alcohol y vive con la joven Lee Eunmi. Lee Eunmi alimenta a los gatos callejeros de la zona como si fueran sus propios hijos. Gamhee trae carne a su visita y las tres mujeres comen juntas.
La segunda visita de Gamhee es a su amiga de la infancia Su-young, con quien una vez vivió momentos salvajes. Mientras tanto, Suyoung ha logrado la independencia financiera como entrenadora de pilates y se ha mudado a un vecindario de moda. Quiere seguir disfrutando de la vida al máximo.
Gamhee se encuentra con Woojin por casualidad en un cine, una antigua amiga que la traicionó casándose con su expareja.

## Reparto
- Kim Min-hee como Gam-hee.
- Seo Young-hwa como Young-soon.
- Song Seon-mi como Su-young.
- Kim Sae-byuk como Woo-jin.
- Lee Eun-mi como Young-jin.
- Kwon Hae-hyo como el Sr. Jung.[7][8]
- Shin Seok-ho como Cat Man.
- Ha Seong-guk como joven poeta.
- Darcy Paquet.